# Godło Gruzińskiej SRR

Godło Gruzińskiej Socjalistycznej Republiki Radzieckiej

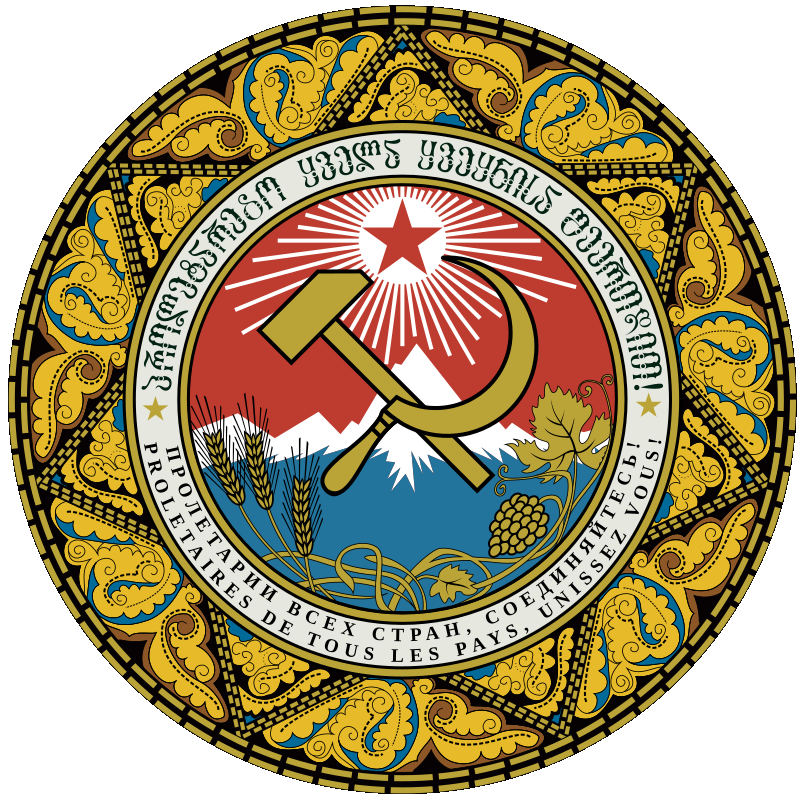
Wersja z lat 1921–1937

Wersja sprzed 1978 roku

Godło DR Gruzji, ostatnie godło Gruzińskiej SRR

Godło Gruzińskiej Socjalistycznej Republiki Radzieckiej zawierało typowe dla wszystkich godeł republik radzieckich elementy, nawiązujące do godła ZSRR: sierp i młot, czerwoną gwiazdę oraz napis wzywający do jedności proletariatu: Proletariusze wszystkich krajów, łączcie się!, w języku rosyjskim: Пролетарии всех стран, соединяйтесь! (u dołu) i po gruzińsku: პროლეტარებო ყველა ქვეყნისა, შეერთდით! (P'rolet'arebo q'vela kveq'nisa, šeerdit!) (u góry).
Elementami nawiązującymi do specyfiki Gruzji były typowy gruziński ornament, gałązki drzew występujących na terenie kraju, oraz szczyt górski, będący symbolem typowego kaukaskiego krajobrazu tej republiki. Godło miało formę okrągłą (co było nietypowe w heraldyce radzieckiej), zaś zasadnicza jego część mieściła się w kolejnym kole; przestrzeń pomiędzy oboma okręgami wypełniona była ornamentem, wśród którego dostrzec można było zarysy siedmioramiennej gwiazdy - nawiązanie do herbu Gruzji z lat 1918–1921.
Godło to obowiązywało od 28 lutego 1922 r. do 11 grudnia 1990 r., kiedy to przywrócono godło Demokratycznej Republiki Gruzji.